# Tango & Cash
Tango & Cash é um filme norte-americano de 1989, dos gêneros comédia, ação, policial e suspense, dirigido por Andrei Konchalovsky e Albert Magnoli e estrelado por Sylvester Stallone e Kurt Russell.

## Sinopse
Ray Tango (Sylvester Stallone) e Gabriel Cash (Kurt Russell), detetives bem-sucedidos do departamento de narcóticos, se envolvem numa fria. Yves Perret (Jack Palance), um chefão do crime, está furioso por estar perdendo muito dinheiro, pois sempre Tango e Cash atrapalham seus "negócios". Assim, Perret articula um plano no qual os dois detetives são incriminados pela morte de um agente, em que além de estarem ao lado da vítima quando foram presos a arma do crime era o revólver de Cash, que foi achado no local do assassinato. Eles são condenados e têm de cumprir 18 meses em uma prisão de segurança mínima (graças a um acordo), mas nunca chegam neste presídio, pois Perret tinha subornado policiais e eles são mandados para uma prisão onde estão os maiores criminosos do país, que odeiam os detetives. Assim Perret espera que os dois sejam mortos bem antes de cumprirem a pena. Nesta situação eles precisam se ajudar para poderem fugir da cadeia, limpar seus nomes e prenderem o maquiavélico Perret.

## Produção
O diretor russo Konchalovsky acabou ficando de fora da edição final deste longa, de gênero totalmente diferente do que já filmara. Mesmo assim, conseguiu manter seu tom fantasioso, que destaca este filme policial dos outros do gênero.

## Elenco
- Sylvester Stallone.... Raymond "Ray" Tango
- Kurt Russell.... Gabriel "Gabe" Cash
- Teri Hatcher.... Katherine "Kiki" Tango
- Jack Palance.... Yves Perret
- Brion James.... Requin
- James Hong.... Quan
- Marc Alaimo.... Lopez
- Michael J. Pollard .... Owen
- Robert Z'Dar .... Face
- Lewis Arquette .... Wyler
- Edward Bunker .... Capitão Holmes
- Leslie Morris .... Hendricks
- Roy Brocksmith .... Agente Federal Davis
- Philip Tan .... Atirador

## Possível sequência
Em setembro de 2019, Sylvester Stallone revelou que possui uma história escrita para uma sequência em potencial. O cineasta afirmou que está tentando convencer o ator Kurt Russell a assinar o projeto, apesar de prever que o filme seja feito.